# Focas (Mondkrater)

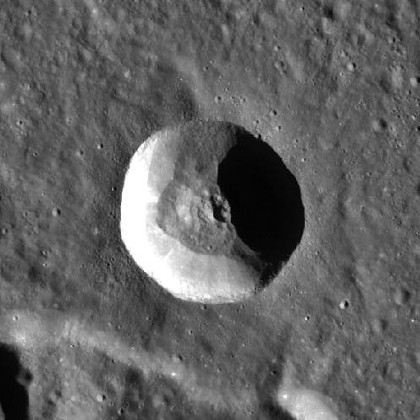

Focas ist ein kleiner Einschlagkrater auf der Rückseite des Erdmondes, knapp hinter dem südwestlichen Rand. In dieser Position wird der Krater gelegentlich auf Grund der Libration von der Erde aus sichtbar. Da man ihn dabei aber von der Seite betrachtet, lassen sich kaum Einzelheiten ausmachen. Der kreisrunde, isoliert liegende, Krater weist eine innere Bodenfläche ohne bedeutende Strukturen oder Einschlagspuren, mit einem Durchmesser von etwa 10 Kilometern auf. Nur der symmetrische Rand zeigt leichte Anzeichen von Abnutzung.
Der Krater liegt in dem breiten Tal zwischen dem ringförmigen Rook-Gebirge im Norden und dem Gebirgszug der Mondkordilleren im Süden. Diese beiden Gebirgszüge umfassen als doppelter Ring das Einschlagbecken des Mare Orientale. Focas befindet sich am südlichen Ende dieser gewaltigen Struktur, knapp nördlich der Montes Cordillera.
Die nächstgelegenen Krater von Bedeutung sind die in einiger Entfernung östlich sichtbaren Krater Wright und Shaler, die an derselben Innenkante der Kordillere liegen.
| Buchstabe | Position           | Durchmesser | Link |
| --------- | ------------------ | ----------- | ---- |
| U         | 32,69° S, 98,56° W | 9 km        |      |